# Stomatepia pindu
Espèce
Statut de conservation UICN

 CR B1ab(iii)+2ab(iii) : 
En danger critique
Stomatepia pindu est une espèce de poissons d'eau douce de la famille des Cichlidae endémique du lac Barombi Mbo au Cameroun.

## Description
Stomatepia pindu peut mesurer jusqu'à 91 mm, queue non comprise. Cette espèce se nourrit principalement de crevettes et d'insectes. L'incubation des œufs se fait dans la bouche de la femelle.

## Aquariophilie
En raison de son endémisme restreint et de son statut IUCN, il est important que des aquariophiles s'y intéressent en vue de sa reproduction et de sa diffusion.

### Aquarium du palais de la Porte Dorée
L'Aquarium du palais de la Porte Dorée détient un joli groupe de Stomatepia pindu, une vingtaine d'individus environ en novembre 2014. Ils sont maintenus dans une grande cuve d'au moins 1000 litres en compagnie de quelques poissons siluriformes. Ils sont aisément observables lors d'une promenade dans l'Aquarium.

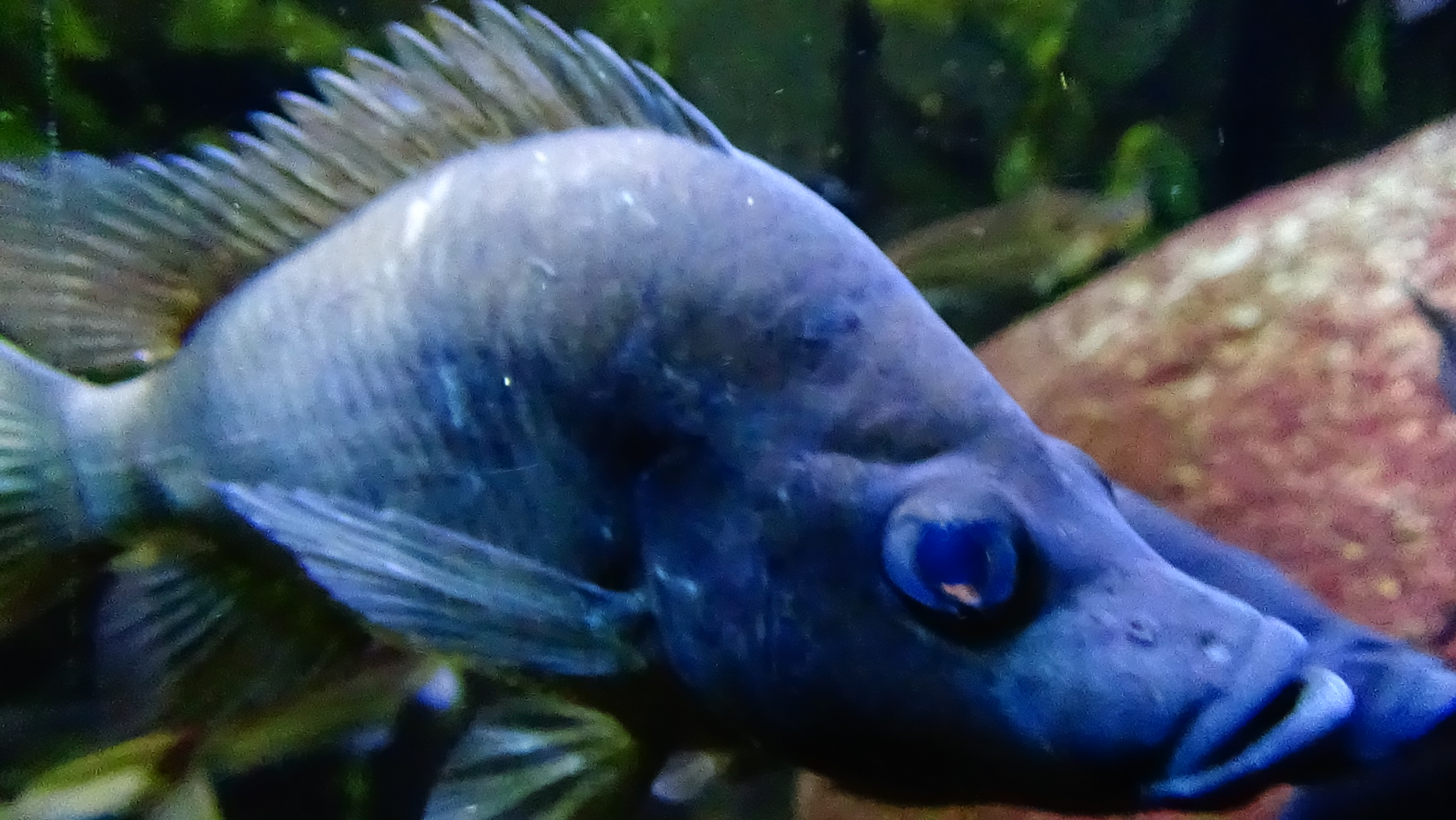
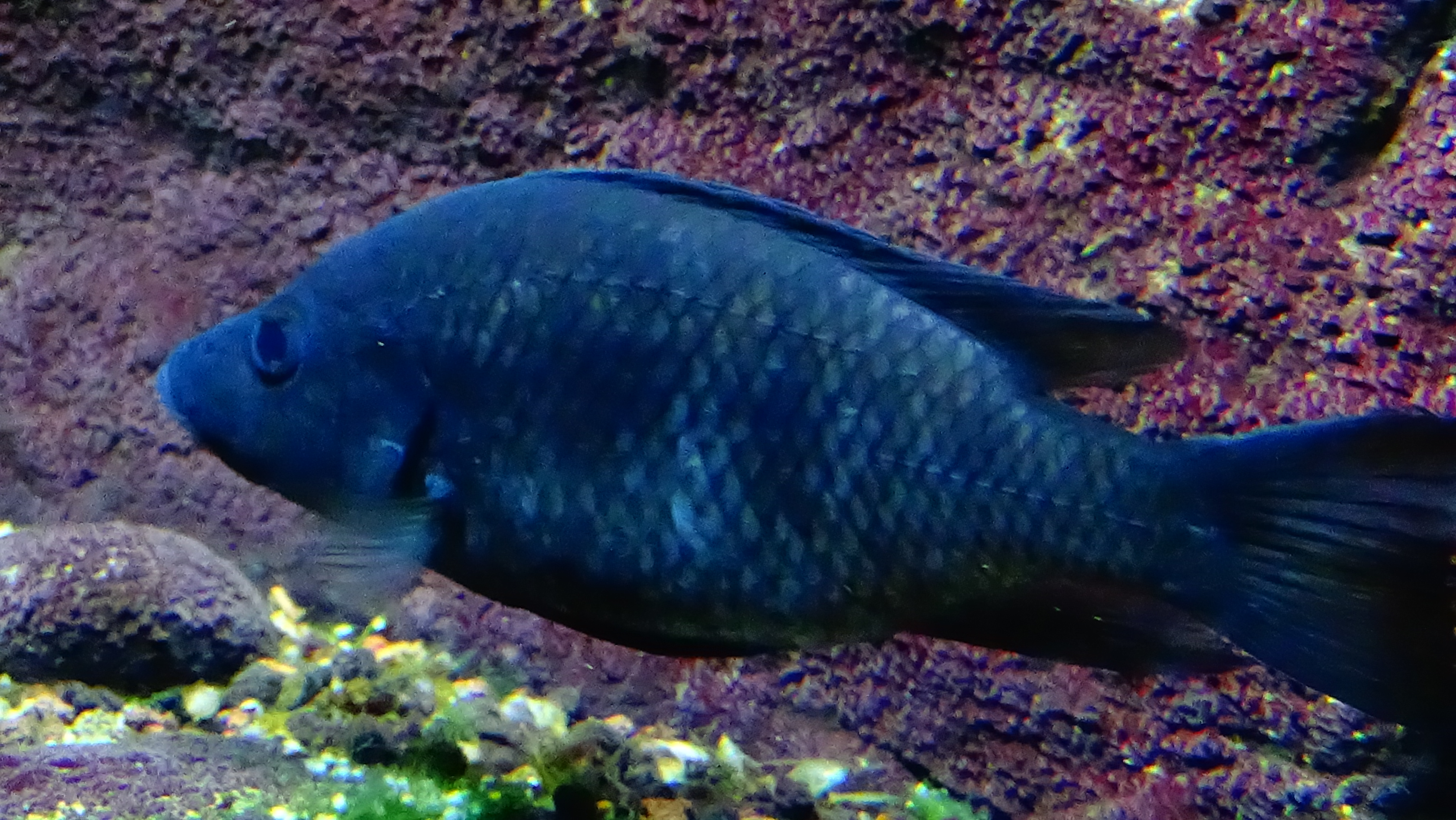
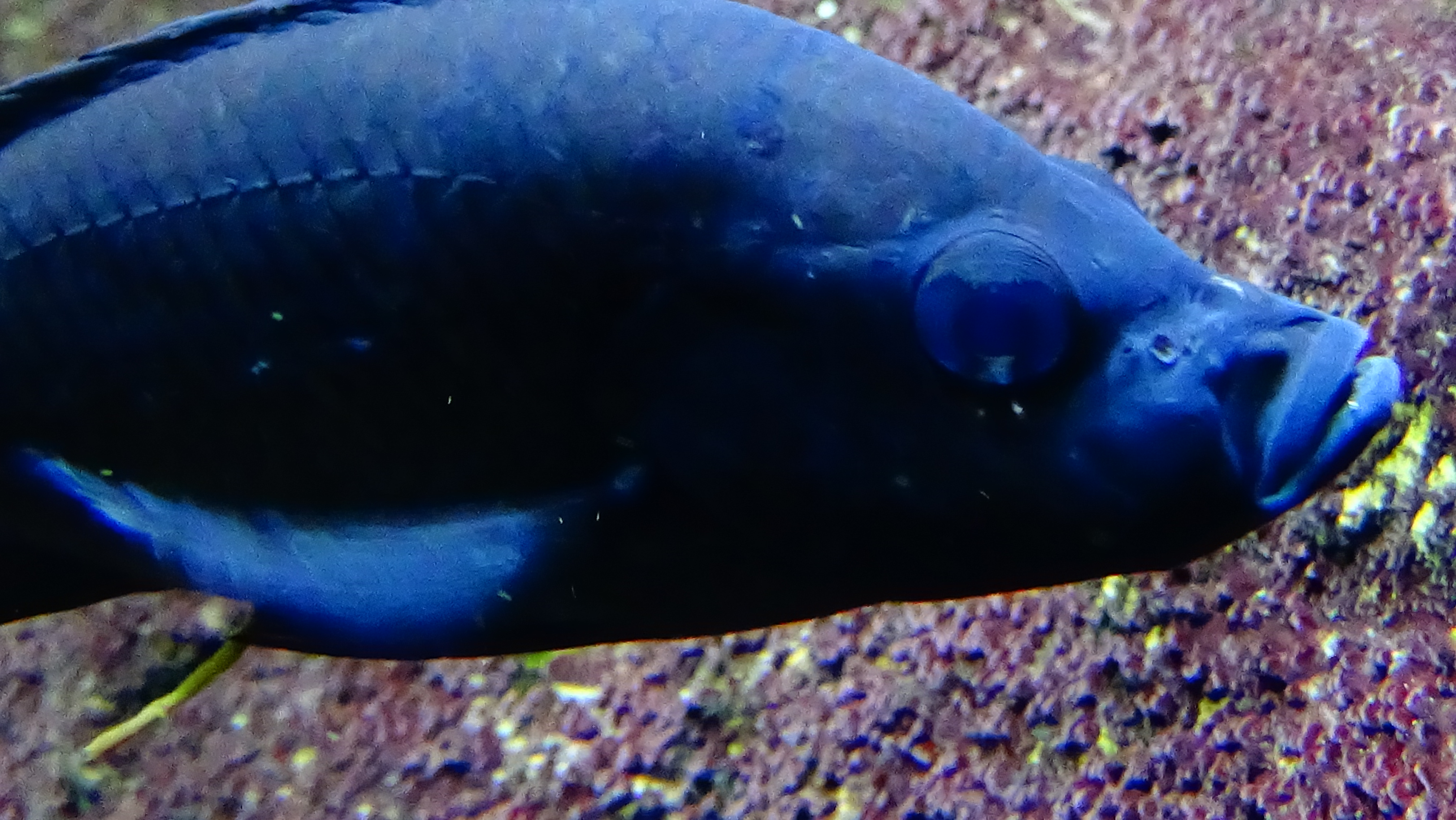
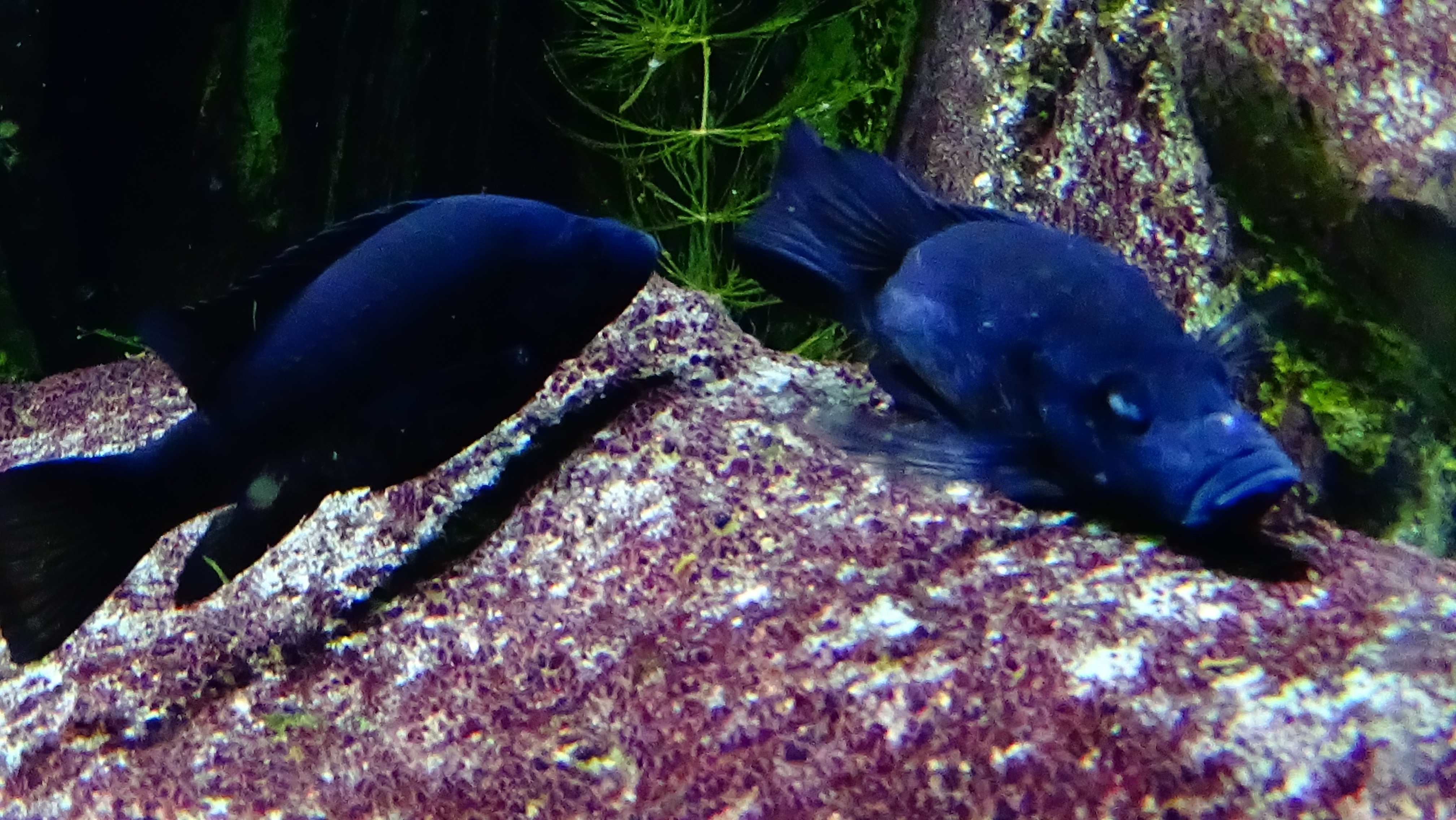
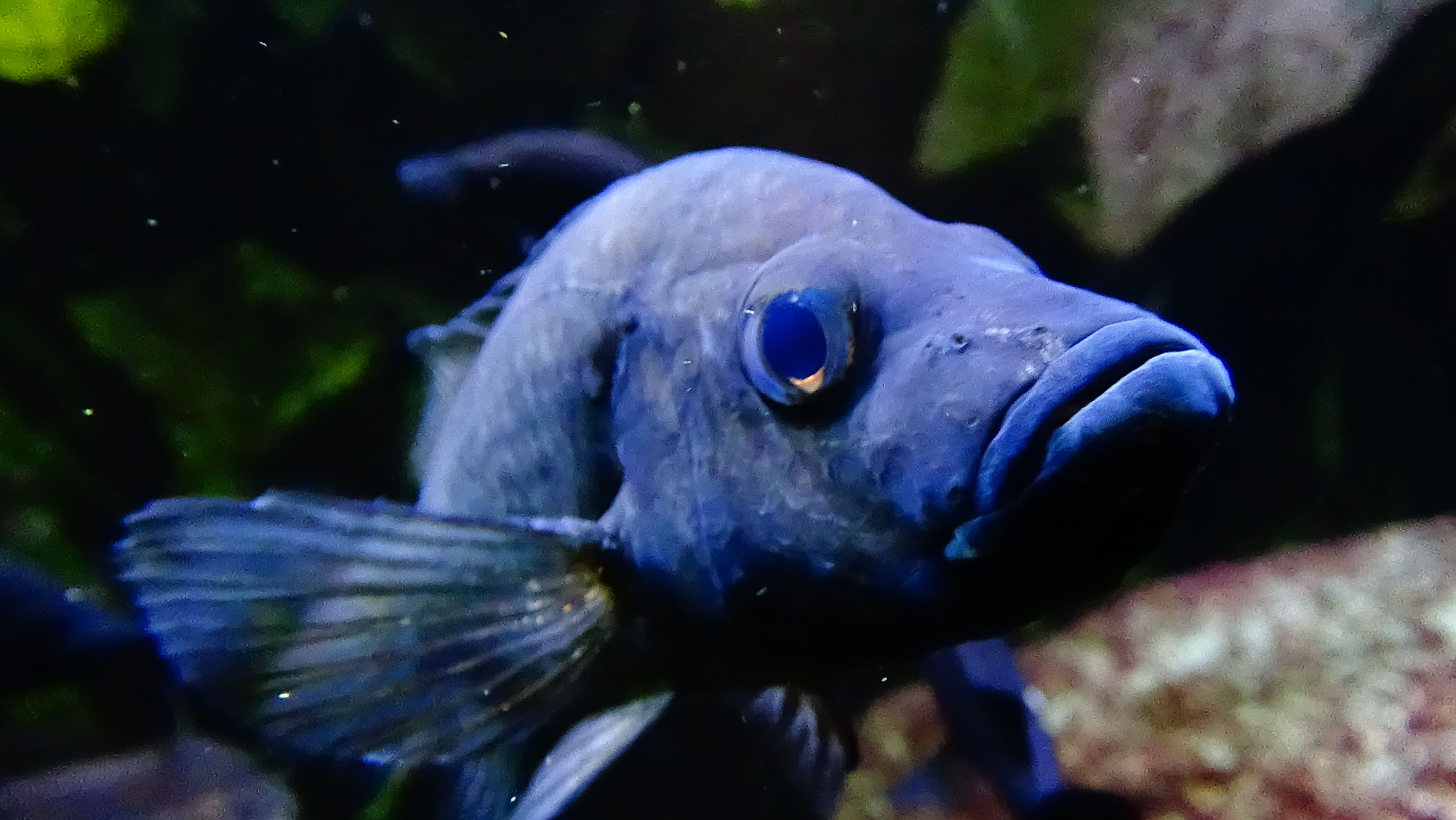

## Systématique
Le nom valide complet (avec auteur) de ce taxon est Stomatepia pindu Trewavas, 1972. La description a été faite par l'ichtyologiste américain Ethelwynn Trewavas (1900-1993) dans une publication co-écrite avec Jim Green et Sarah A. Corbet.
Stomatepia pindu a pour synonymes :
- Stomalepia pindu Trewavas, 1972
- Stomatepia pundu Trewavas, 1972

## Étymologie
Son épithète spécifique, pindu, reprend le nom vernaculaire que porte cette espèce en langue Barombi.

## Publication originale
- (en) Ethelwynn Trewavas, Jim Green et Sarah A. Corbet, « Ecological studies on crater lakes in West Cameroon Fishes of Barombi Mbo », Journal of Zoology: Proceedings of the Zoological Society of London, Wiley-Blackwell, vol. 167, no 1,‎ 1972, p. 41-95 (DOI 10.1111/J.1469-7998.1972.TB01722.X, lire en ligne).